# Lloyd Austin
Pour les articles homonymes, voir Austin.
Lloyd Austin est un militaire et un homme politique américain, né le 8 août 1953 à Mobile (Alabama).
Il est le 33e vice-chef d'état-major de l'armée de terre du 31 janvier 2012 au 8 mars 2013, date à laquelle il est nommé à la tête du commandement central (CENTCOM). Il quitte son poste le 30 mars 2016 au grade de général (quatre étoiles).
Du 22 janvier 2021 au 20 janvier 2025, il est secrétaire à la Défense sous la présidence de Joe Biden, faisant de lui le premier homme afro-américain à occuper ce poste.

## Biographie

### Carrière militaire
Lloyd Austin suit l'Académie militaire de West Point et obtient son diplôme en 1975.
Lloyd Austin prend part à l'invasion de l'Irak en mars 2003. C'est lors de l'assaut de la 3e division d'infanterie sur Bagdad, en avril 2003, qu'Austin fait sa réputation. Celui-ci est un succès spectaculaire, et le haut commandement le remarque. Il participe également à la guerre d'Afghanistan de 2003 à 2005. En 2010, il devient commandant des forces d'occupation américaines en Irak et doit superviser le retrait des troupes.
Il se lie alors d'amitié avec le fils aîné de Joe Biden, Beau, également déployé en Irak, avec lequel il assiste régulièrement à des services catholiques. Il fait également la connaissance du vice-président Joe Biden qui est impressionné par son imperturbabilité. Ces rencontres en Irak seront l'un des facteurs dans la décision du président élu Biden de choisir Austin comme secrétaire à la Défense.
En 2013, il prend la tête du commandement central de l'Armée de terre américaine (CENTCOM), d'où il dirige notamment les actions de la coalition contre l'État islamique. Il est toutefois critiqué pour avoir exagéré les succès des frappes aériennes contre le groupe terroriste. Il doit par ailleurs s'expliquer en 2015 devant le Congrès concernant le fiasco d'un programme ayant coûté 500 millions de dollars pour former des rebelles syriens, ces derniers n'étant finalement que « quatre ou cinq » à être restés pour combattre.

### Carrière dans les affaires
Après avoir quitté l'armée, Austin devient consultant dans le cabinet de conseil WestExec Advisors, laquelle intervient notamment auprès du secteur de l’armement. Il est également l’un des responsables du fonds d’investissement de la société Pine Island Capital Partners et siège au conseil d'administration de l'entreprise d'armement Raytheon.

### Carrière politique
Le 7 décembre 2020, Lloyd Austin est désigné par le président élu Joe Biden pour devenir secrétaire à la Défense des États-Unis dans sa future administration démocrate. Dès novembre, son nom avait été évoqué par plusieurs médias américains. Il est le premier Afro-Américain à être nommé à ce poste et le deuxième ancien militaire de carrière après James Mattis, depuis 1947, date de création du secrétariat à la Défense. Sa nomination a été validée par le Sénat le 22 janvier 2021. 
Ses liens avec le lobby de l'armement suscitent des critiques. Ainsi, selon la journaliste Sarah Lazare : « La personne que Biden aurait choisie pour diriger le ministère de la Défense est membre du conseil d'administration de Raytheon, un fournisseur clé de bombes pour la guerre américano-saoudienne au Yémen qui a fait un lobbying agressif contre la réduction des ventes d'armes à la coalition dirigée par l'Arabie saoudite ». Lloyd Austin s'est engagé à céder les parts qu'il détenait dans Raytheon dans les trois mois qui suivraient sa nomination au gouvernement afin d'éviter une situation de conflit d’intérêts, ce qui lui rapporterait 1,7 million de dollars selon la presse.

### Problèmes de santé
Le 22 décembre 2023, il est hospitalisé à la suite d'un cancer de la prostate puis à nouveau le 1er janvier 2024 à la suite de complications. Cependant, cette hospitalisation suscite de nombreuses polémiques car Joe Biden n'a pas été prévenu de cette dernière.
Le 11 février 2024, il est à nouveau hospitalisé en soins intensifs à cause d'un problème à la vessie.

## Vues politiques et militaires
Lloyd Austin est connu dans les cercles militaires comme « le général silencieux ». Il est vivement opposé à l'intervention saoudienne dans la guerre civile yéménite  alors même que les Américains soutenaient discrètement la lutte des Houthis contre AQPA (al-Qaïda dans la péninsule arabique) et prévoit les difficultés auxquelles l'armée saoudienne sera confrontée. L'intervention saoudienne marque la première fois qu'Austin s'oppose au président de la commission des services armés du Sénat, John McCain, qui critique alors l'armée pour son incapacité à soutenir pleinement l'effort saoudien.
Austin s'oppose à nouveau publiquement à McCain plusieurs mois après l'intervention saoudienne lorsque le sénateur de l'Arizona le critique pour son manque d'enthousiasme pour une intervention plus intensive contre l'État islamique en Syrie.
Pour Foreign Policy, Joe Biden et Lloyd Austin partagent des croyances communes, y compris un « scepticisme sain » à l'égard des interventions en série de l'Amérique au Moyen-Orient, une croyance profondément ancrée dans l'efficacité de la diplomatie et un engagement presque instinctif à reconstruire les alliances américaines. Pour cette raison, il est critiqué par une partie des décideurs politiques de Washington comme n'étant pas suffisamment disposé à affronter la Chine, décideurs qui auraient préféré la nomination d'une personnalité jugée plus interventionniste, comme Michèle Flournoy.